# El Tephé
El Tephé es una localidad de México localizada en el municipio de Ixmiquilpan en el estado de Hidalgo.

## Toponimia
Proviene del Otomí del Valle del Mezquital; Te, es una sílaba de la palabra t' oho, que significa cerro y phe que a su vez también es una fracción de la palabra sepe, que significa biznaga, formando así la palabra «Tephé», cuyo significado en español es “cerro de biznagas”.

## Geografía
Se encuentra en la región geográfica de la Valle del Mezquital. A la localidad le corresponden las coordenadas geográficas 20° 26’ 41.299” de latitud norte y 99° 10’ 15.468” de longitud oeste, con una altitud de 1753 m s. n. m. Cuenta con un clima seco semicálido.
En cuanto a fisiografía se encuentra en la provincia del Eje Neovolcánico, dentro de la subprovincia de Llanuras y Sierras de Querétaro e Hidalgo; su terreno es de lomerío. En lo que respecta a la hidrografía se encuentra posicionado en la región del Pánuco, dentro de la cuenca del río Moctezuma, en la subcuenca del río Tula.

## Demografía
En 2020 registró una población de 3382 personas, lo que corresponde al 3.43 % de la población municipal. De los cuales 1561 son hombres y 1821 son mujeres.
| Gráfica de evolución demográfica de El Tephé entre 1910 y 2020 |
|                                                                |
| Población registrada por los censos y conteos del INEGI.       |

## Economía
La localidad es conocida por sus balnearios y parques acuáticos.